# Reiner Bastine
Reiner Bastine (* 26. September 1939 in Kassel) ist ein deutscher Psychologe, Psychotherapeut und Mediator sowie emer. Professor für Klinische Psychologie und Psychotherapie an der Ruprecht-Karls-Universität Heidelberg.

## Leben
Nach seinem Studium in Marburg und Hamburg erwarb er das Diplom in Psychologie 1964 in Marburg. Es folgte eine Zeit als Forschungsassistent in der Unfallforschung an der Universität Marburg (1964–65). Von 1965 bis 1973 arbeitete er als Wissenschaftlicher Mitarbeiter/Rat/Oberrat im Bereich Klinische und Pädagogische Psychologie an der Universität Hamburg unter Prof. Tausch; Während dieser Zeit wurde er zum Dr. phil. promoviert mit seiner Dissertation über „Untersuchungen zur ‚Direktiven Einstellung‘ von Lehrern und Konstruktion eines Fragebogens“. Nach diversen Lehrstuhlvertretungen in Freiburg und Heidelberg folgte 1973 seine Ernennung zum Ordentlichen Professor für Klinische Psychologie an der Universität Heidelberg. Es folgten 1981 und 1986 Forschungsaufenthalte in den USA, u. a. Stanford, Berkeley, Harvard, Vanderbilt, Brigham Young.
Klinische und berufspraktische Qualifikationen:
- 1965–70 Ausbildung in klientenzentrierter Psychotherapie
- 1969–71 Ausbildung in Verhaltenstherapie
- 1971 Fachpsychologe für Klinische Psychologie (BdP)
- 1989–95 Familien-Mediator (BAFM), Ausbilder und Supervisor für Mediation
- 1999 approb. Psychologischer Psychotherapeut (VT), Dozent und akkred. Supervisor für Psychotherapie
- Leitungsfunktionen in Berufspraxis und Ausbildung
- Praxis- und Forschungsstelle für Psychotherapie und Beratung (PFPB, 1990–2004: Psychotherapie von Erwachsenen, Paartherapie, Familienmediation)
- Heidelberger Institut für Mediation (Mitbegründer, seit 1995)
- Zentrum für Psychologische Psychotherapie (ZPP, Mitbegründer, seit 2001)

## Leistungen
Bastine ist in Deutschland zunächst durch seine Beiträge zur Pädagogischen Psychologie und zur Sozialpsychologie der Gruppenführung und dann ab 1970 als einer der Wegbereiter der empirischen Psychotherapieforschung und der Integration von Psychotherapie (der sog. schulenübergreifenden Ansätze) bekannt geworden.
Psychotherapie-Integration bzw. schulenübergreifende Psychotherapie
Bastine konzipierte zwei verschiedene Ebenen des psychotherapeutischen Handelns, die ausgehend von der klientenzentrierte Psychotherapie von Carl Rogers als therapeutisches Basisverhalten und als differentielle Psychotherapie bezeichnet werden. Differentiell ist die Psychotherapie in zweierlei Weise, einmal in Hinblick auf Unterschiede zwischen den Klienten (dies ist eine konzeptuelle Grundlage der s. g. störungsspezifischen Psychotherapie) und zum anderen in Hinblick auf notwendige Anpassungen an den Verlauf des therapeutischen Prozesses (s. g. adaptive Indikation in der Psychotherapie). Die Integration verschiedener psychotherapeutischer Ansätze betrifft vorrangig das differentielle Vorgehen, das von der Frage ausgeht, welche Zielsetzungen in der Psychotherapie mit welchen therapeutischen Mitteln behandelt werden.
Nach Bastine liegt das Potential für die Integration verschiedener Psychotherapieformen im konkreten psychotherapeutischen Handeln. Danach gibt es weitreichende Übereinstimmungen in den konkreten Zielsetzungen verschiedener Psychotherapieformen und den dafür eingesetzten Handlungs- und Vorgehensweisen. Diese allgemeinen Interventionsstrategien der Psychotherapie werden vorwiegend anhand der klientenzentrierten Psychotherapie und der kognitiven Verhaltenstherapie entwickelt. Ein Beispiel ist das Amplifizeren, das der Erweiterung des Problem- und Veränderungsbewusstseins des Klienten dient. Dieses therapeutische Ziel kann durch eine Vielzahl unterschiedlicher Vorgehensweisen erreicht werden, z. B. Hinterfragen, evokatives Nachfragen, Erproben neuer Situationen, Vermitteln neuer Erfahrungen, Anbieten von Informationen, Rollenspiele und Rollentausch usw. Insgesamt schlägt Bastine folgende Strategien psychotherapeutischen Handelns vor:
- Amplifizieren = Erweitern des Problem- und Veränderungsbewusstseins
- Konkretisieren/Vereinfachen = Aufgliedern komplexer Zielsetzungen in besser überschaubare und veränderbare Einheiten,
- Konfrontieren = Gegenüberstellen mit den Schwierigkeiten bei gleichzeitigem Verhindern eines Ausweichens oder Vermeidens,
- Selbstaktivieren = Steigerung der Eigenbeteiligung bei der Analyse und dem Bewältigen von Problemen,
- Attribuieren = Erarbeiten von Erklärungen für die Entstehung und Veränderung von Problemen,
- Stabilisieren = Konsolidieren eines erreichten Problembewältigungsniveaus.

Es wird angenommen, dass diese Strategien das therapeutische Handeln in verschiedenen Psychotherapieformen übergreifend kennzeichnen, wobei durchaus unterschiedliche Mittel und Vorgehensweisen eingesetzt werden, um die therapeutischen Ziele zu erreichen.
Angeregt wurde diese integrative Konzeption durch die empirische und vergleichende Psychotherapieforschung (Allen E. Bergin, S.L. Garfield, D.J. Kiesler, H.B. Urban, D.H. Ford), sowie durch die klientenzentrierte (Carl Rogers, Reinhard Tausch, D. Tscheulin), kognitiv-verhaltenstherapeutische (M. Goldfried, Frederick Kanfer, Aaron T. Beck) und systemisch-strategische Psychotherapie (Paul Watzlawick, Jay Haley, Jürgen Kriz). Später ergänzte Bastine diese Konzeption um vier therapeutische Prozesse, die generell für die therapeutischen Veränderungsprozesse bei Klienten verantwortlich sind, nämlich die Emotionsverarbeitung, die kognitive Verarbeitung, die Kompetenzerweiterung und die Selbstakzeptanz.
Klinische Psychologie
In dem zweibändigen Lehrbuch „Klinische Psychologie“ entwickelte Bastine eine umfassende Perspektive zur klinischen Psychologie. Dies gelang ihm durch vier grundlegende Beiträge:
- Erstens wurden neben den psychischen Störungen auch die psychologischen Aspekte körperlicher Störungen sowie psychische Krisen als die drei Gegenstandsbereiche der klinischen Psychologie benannt (die damit zugleich die Verbindungen zu Nachbardisziplinen wie der Gesundheitspsychologie, Psychosomatik, Verhaltensmedizin oder Stressforschung thematisieren).
- Zweitens werden psychische Störungen unter einer Entwicklungsperspektive gesehen, die von den verursachenden (prädisponierenden, disponierenden, auslösenden und aufrechterhaltenden) Bedingungen ausgehen und in den therapeutischen Veränderungsprozess hinein und darüber hinaus reichen.
- Drittens wurde die Perspektive der klinisch-psychologischen Intervention über die Psychotherapie hinaus erweitert, so dass ebenso die Beratung, andere Behandlungsverfahren und Prävention einbezogen sind.
- Viertens zeigte Bastine, dass die Allgemeine Klinische Psychologie sich mit den grundlegenden Annahmen über die Gegenstände, Strukturen, Theorien, Methodologien und Methodiken des Faches zu beschäftigen hat. „Allgemein“ wird dabei im Sinne von übergreifend oder generisch verwendet, nicht als vorrangiger Bezug zur Allgemeinen Psychologie, da diese gegenüber anderen psychologischen Fächern wie z. B. der Sozialpsychologie, Biopsychologie, Persönlichkeitspsychologie, Entwicklungspsychologie usw. keineswegs eine herausgehobene Stellung hat. Aufgabe der Allgemeinen Klinischen Psychologie ist die konzeptionelle Fundierung der zentralen Themen des Faches, also der Definition klinisch-psychologischer Phänomene, der Erklärung ihrer Entwicklung und Verursachung (Ätiopathogenese), ihrer Klassifikation, Diagnostik und Intervention (Prävention, Therapie, Rehabilitation). Mit dieser Konzeption von Allgemeiner Klinischer Psychologie hat Bastine ein neues Leitbild des Faches entworfen. Durch diese Metaperspektive wird dessen zunehmender Aufsplitterung entgegengewirkt, die einerseits durch die verschiedenen Theorie-Systeme (Psychoanalyse, Verhaltenstherapie, klientenzentrierte Psychotherapie, Kognitive Verhaltenstherapie, Gestalttherapie usw.) droht, andererseits durch die explosionsartige Ausdifferenzierung störungsspezifischer Ansätze. Im Vergleich zur Allgemeinen Klinischen Psychologie werden die störungsspezifischen Ansätze der ergänzenden „Speziellen Klinischen Psychologie“ zugeordnet. In Bastine (1998) werden sechs zentrale inhaltliche und methodologische Merkmale der Allgemeinen Klinischen Psychologie postuliert:
- die psychologische Perspektive als zentrale Leitlinie des Erkenntnisinteresses,
- die Einbettung psychischer Probleme in biologische und soziale Kontexte,
- die Entwicklungsperspektive (vor allem als Spannungsverhältnis zwischen Veränderung und Stabilität sowie als „Klinische Psychologie der Lebensspanne“),
- die normative Orientierung,
- die Konzeption klinisch-psychologischer Kausalbeziehungen als prinzipiell komplex und dynamisch (als Wirkungsgefüge oder Kausalnetze) und schließlich
- keine einseitige, sondern vielmehr plurale methodologische empirische Orientierung des Faches.

## Mediation
Seit Anfang der 1990er Jahre gehört Bastine zu den Pionieren der Mediation in Deutschland. Seine Beiträge liegen in verschiedenen Bereichen, beispielsweise in ihrer theoretischen Fundierung, ihrer Etablierung in der Praxis, in der Aus- und Weiterbildung sowie der Evaluation und empirischen Erforschung der Mediation. Dabei sind zahlreiche Publikationen entstanden, darunter die beiden „klassischen“ Mediationsbücher Scheidung ohne Verlierer (2002) und Mediation: Vom Konflikt zur Lösung (2012), die mit dem US-amerikanischen Mitbegründer der Mediation John M. Haynes und anderen verfasst wurden. Schwerpunkt dieser Arbeiten von Bastine ist das Verständnis der psychologischen Dynamik sozialer Konflikte und die Konsequenzen, die daraus für die Mediation als Vermittlungsverfahren zu ziehen sind. In der Mediation wird ein wichtiger Beitrag zur Prävention gravierender Beziehungsprobleme und der Entwicklung psychischer Störungen gesehen. Außerdem gehört Bastine zu den wenigen im deutschsprachigen Raum, die die Familienmediation empirisch erforscht und ihre Verbreitung und Handhabung in der Praxis untersucht haben.

## Schriften
- (mit A. Linsenhoff und D. Kommer): Schulenübergreifende Perspektiven in der Psychotherapie. In: Integrative Therapie, 4 (1980), S. 302–322.
- (als Herausgeber gemeinsam mit P. Fiedler, K. Grawe, St. Schmidtchen und G. Sommer): Grundbegriffe der Psychotherapie. Edition Psychologie, Weinheim 1982.
- Psychotherapie-Integration. Entwicklung und Stand. In: A. Schorr (Hrsg.): Psychologie Mitte der 80er Jahre. Deutscher Psychologen-Verlag, Bonn 1986, S. 232–244.
- Meine Lehrjahre in Hamburg. In: I. Langer (Hrsg.): Menschlichkeit und Wissenschaft. Festschrift zum 80. Geburtstag von Reinhard Tausch. Köln 2001, S. 63–67.
- (gemeinsam mit L. Ripke): Mediation im System Familie. In: G. Falk, P. Heintel, E. E. Krainz (Hrsg.): Handbuch Mediation und Konfliktmanagement. Verlag für Sozialwissenschaften, Wiesbaden 2004, S. 131–145.
- Mediation. In: Ch. Steinebach (Hrsg.): Handbuch der Beratung. Klett-Cotta, Stuttgart 2006, S. 526–536.